# Fontana dei Quattro Fiumi
Fontana dei Quattro Fiumi, "Fyrflodsfontänen", är en monumental fontän på Piazza Navona i Rom.
Fontänen, som beställdes av påven Innocentius X, avtäcktes 1651 och är ett verk av Giovanni Lorenzo Bernini och ett flertal av hans medhjälpare. På en genombruten klippa balanserar en antik obelisk som en gång stått på Circus Maxentius vid Via Appia. De fyra flodgudarna representerar de fyra världsdelar som man dittills kände till: Donau – Europa, Nilen – Afrika, Ganges – Asien och Río de la Plata – Amerika.

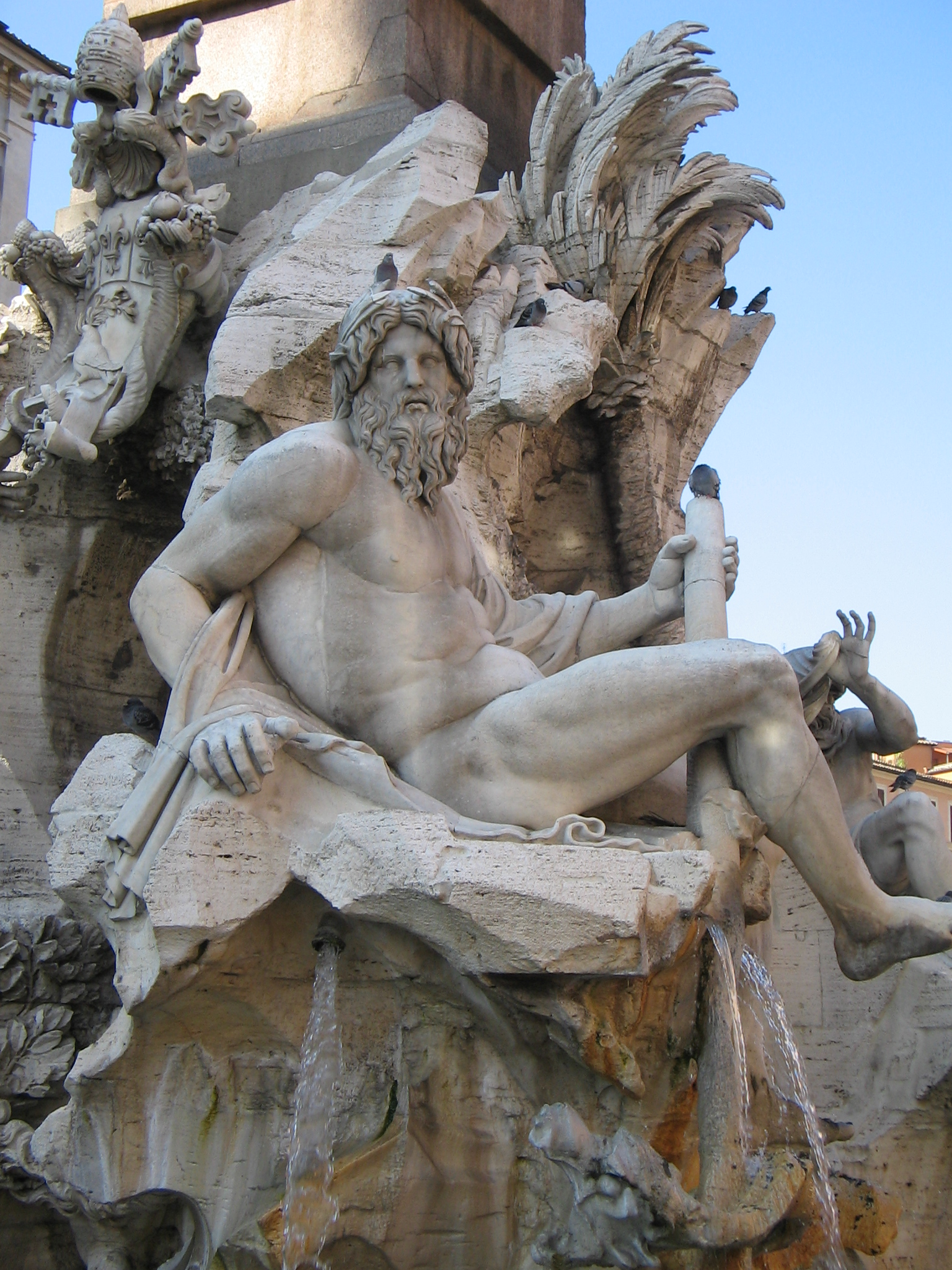
Fontana dei Quattro Fiumi – "Ganges".

Bernini formgav fontänens utseende och utförde bland annat själva klippformationen och några mindre figurer, men överlät skulpterandet av de fyra flodgudarna åt sina elever. Donau utfördes av Antonio Raggi, Nilen av Giacomo Fancelli, Ganges av Claude Poussin och Río de la Plata av Francesco Baratta. Även Niccolò Sale bidrog till utsmyckningen.

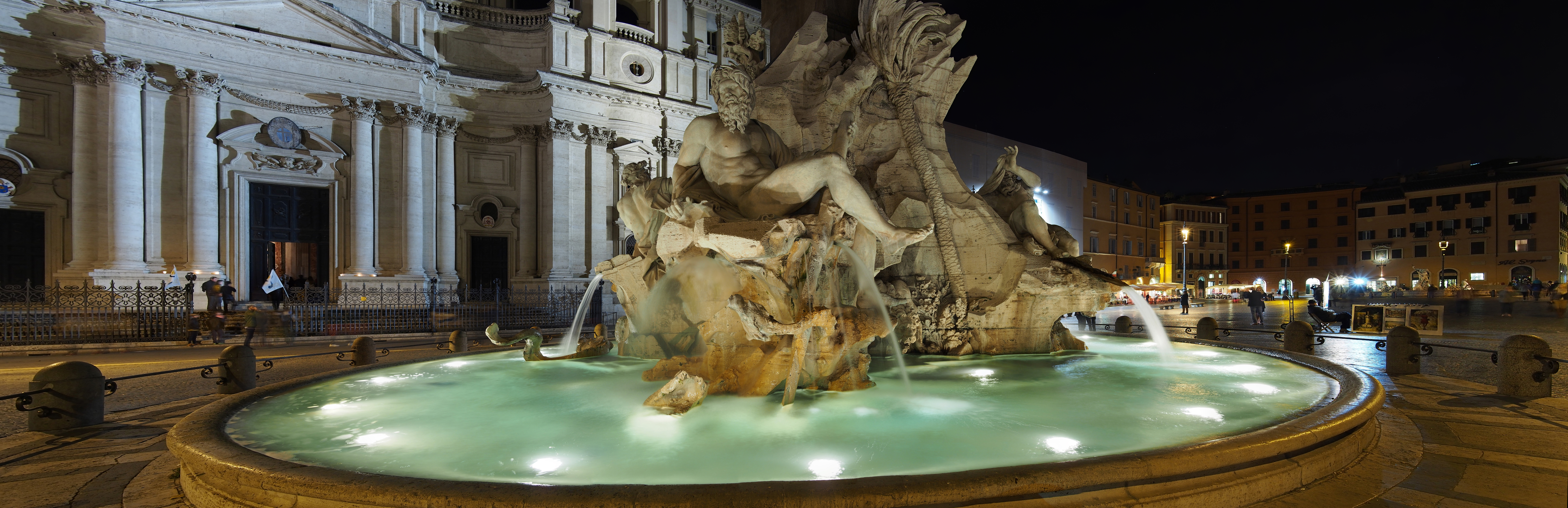